# Fantomas (film din 1964)
Fantomas este un film francez din 1964, regizat de André Hunebelle. Scenariul a fost scris de Jean Halain și Pierre Foucaud după romanele cu Fantômas ale scriitorilor francezi Pierre Souvestre și Marcel Allain. În acest film, comisarul Juve (interpretat de Louis de Funès) și jurnalistul Fandor (interpretat de Jean Marais) încearcă să-l prindă pe răufăcătorul Fantômas (interpretat tot de Marais). Comisarul Juve, interpretat de Louis de Funès, devine un personaj comic, foarte diferit de cel din literatură. Trilogia Fantômas a fost răspunsul Franței, începând din 1964, la filmele cu James Bond, care deveniseră un fenomen care a cuprins lumea cam în aceeași perioadă. 
Acest film este primul din trilogia filmelor cu Fantômas, care a obținut un mare succes în Europa și în Uniunea Sovietică, dar și în Statele Unite ale Americii și Japonia. El a avut premiera la 4 noiembrie 1964 și a fost vizionat la cinematograf de 4,5 milioane de spectatori. Au urmat două continuări: Fantômas în acțiune (1965) și Fantômas versus Scotland Yard (1967). 

## Rezumat
Fantômas este un răufăcător care folosește multe deghizări. El poate juca rolul oricărei persoane folosind o serie de măști-proteze și poate crea confuzie la nesfârșit ca urmare a aspectului său în continuă schimbare. 
Fantômas revendică un nou furt la Paris, iar, chiar în aceeași zi, comisarul Juve, recent decorat, anunță arestarea viitoare a hoțului. Tânărul jurnalist Fandor decide să efectueze o anchetă asupra acestui personaj misterios Fantômas, care apare întotdeauna purtând o mască, și de care el crede că este o pură invenție din partea poliției pentru a-și justifica lipsa de eficiență. Pentru a dovedi aceasta, Fandor a publicat un interviu fals cu criminalul în ziarul Le Point du Jour. Furios că a fost descris ca un nebun sinistru, Fantômas îl răpește pe jurnalist și amenință să-l ucidă. El promite să comită noi infracțiuni, purtând pe față o mască a lui Fandor. 
Răufăcătorul comite un spectaculos furt de bijuterii purtând o mască cu chipul jurnalistului. Pentru comisarul Juve, nu există nici o îndoială: Fandor este, într-adevăr, identitatea reală a lui Fantômas. Dar Fantômas comite o infracțiune purtând o mască cu chipul lui Juve. Comisarul este recunoscut de numeroși martori ca fiind infractorul și, prin urmare, este arestat. La final, Fandor, Juve și Hélène (iubita lui Fandor) sunt pe urmele geniului criminal, dar fără nici un rezultat deoarece omul cu o mie de măști reușește în cele din urmă să scape.

## Distribuție
| Actor               | Rol(uri)                                                   |
| ------------------- | ---------------------------------------------------------- |
| Jean Marais         | jurnalistul Jérôme Fandor / Fantômas / profesorul Lefebvre |
| Louis de Funès      | comisarul Paul Juve                                        |
| Mylène Demongeot    | Hélène Gurn, fotografa ziarului și logodnica lui Fandor    |
| Jacques Dynam       | inspectorul Michel Bertrand                                |
| Robert Dalban       | redactorul ziarului Le Point du Jour                       |
| Marie-Hélène Arnaud | Lady Maud Beltham                                          |
| Christian Toma      | inspectorul mustăcios                                      |
| Michel Duplaix      | inspectorul Michel Duplaix                                 |

## Despre film
- Filmul a fost turnat în Franța, la Paris, Val-d'Oise, Bouches-du-Rhône, Provence-Alpes-Côte d'Azur și Gironde. Începutul urmăririi finale între Juve, Fandor și Fantômas a fost filmat pe drumul de creastă ducând la La Roche-Guyon (95), iar finalul în valea stâncoasă Calanque d'En-Vau, la Marsilia. Filmul a avut premiera în Franța la 4 noiembrie 1964.
- Jean Marais a realizat toate cascadoriile sale proprii. Rémy Julienne și-a început cariera de cascador profesionist în filme, mulțumită lui Gil Delamare, coordonatorul cascadoriilor din film căci el avea nevoie de o dublură pentru a realiza acrobațiile pe motocicletă. Rémy, campion de moto-cross, a fost angajat atunci pentru a realiza unele cascadorii. Louis de Funès a realizat o cascadorie în film. În timpul urmăririi finale, comisarul sare de pe un pod pe un tren în mers. Nedorind să se arate inferior în fața colegului său Jean Marais, el a executat această cascadorie, sub coordonarea lui Gil Delamare.
- Cu 4,5 milioane de spectatori la cinematograf, el a fost unul dintre marile succese ale anului; acest an a fost unul de succes pentru Louis de Funès, căci a fost lansat și Jandarmul din Saint Tropez care i-a adus definitiv popularitate.
- Filmul a avut mai mult de 60 de milioane de spectatori în Uniunea Sovietică [1]; un astfel de succes, că s-a propus odată să se realizeze și un film Fantômas à Moscou.
- Louis de Funès s-a rănit în scena în care este suspendat de brațe de o macara din Paris. Deși el nu se afla decât la doar un metru deasupra solului, "anumiți nervi, întinși de această îndelungată suspendare, i-au cauzat o paralizie a mușchilor umărului"[2]. Va dura mai mulți ani până când actorul să-și recupereze, parțial, capacitățile sale.
- Un nou film Fantômas a fost anunțat în 2002 cu Jean Réno și José Garcia în rolurile principale[3]. Proiectul care urma să fie realizat de Frédéric Forestier în 2003 a fost păstrat în rezervă de « La Petite Reine », compania de producție a lui Thomas Langmann, înainte de a fi reactivat la începutul anului 2009. Noua adaptare a lui Fantômas, cu un buget de 50 de milioane de euro, trebuia să fie în cele din urmă realizată de către Christophe Gans la sfârșitul anului 2009 și începutul lui 2010[4].
- Filmul La Diablesse aux 1 000 visages al lui Chung Chang-wha (1969) se inspiră într-un mod indubitabil din filmul Fantômas al lui Hunnebelle[5]. Element amuzant, personajele Fantômas și Fandor sunt femei, o hoață supranumită « diavolița » și o jurnalistă, în timp ce Hélène este un fotograf.
- În acest film, în niciun moment numele de Fandor (jurnalistul interpretat de Jean Marais) nu a fost nici pronunțat și nici menționat. Abia în al doilea film din trilogie se află identitatea jurnalistului.
- În 1995, compania Automobiles Peugeot a folosit personajul « Fantômas cu mască », propriu filmelor lui Hunebelle, într-o reclamă realizată de Alain Berberian[6].